# Зосенко
Зосенко — українське патронімічне прізвище від імені Зосима.

## Поширеність прізвища в Україні
42 257-е за поширеністю прізвище в Україні — загалом налічує 106 носіїв. За густиною населення найчастіше зустрічається на Придніпров’ї (1 на 132 752 жителів). Найбільше із них проживають у таких населених пунктах:
- Ніжин — 13;
- Сазонівка (Оржицький район) — 12;
- Миколаїв — 7.

## Відомі носії
- Зосенко Купріян Федорович
- Зосенко Валерій Купріянович